# 소포 겔로바니
소포 겔로바니(სოფო გელოვანი, 1984년 3월 21일  ~ )는 조지아의 가수이다. 유로비전 송 콘테스트 2013에서 노디코 타티슈빌리와 함께 조지아 대표로 참가했다.